# Fear and the Nervous System
Fear and the Nervous System es una banda de experimental/rock industrial formada por el guitarrista de Korn James Shaffer.

## Historia

### El esperado álbum estreno
A principios de 2008, el guitarrista de Korn, James "Munky" Shaffer anunció planes para realizar un nuevo proyecto titulado Fear And The Nervous System, el cual se dice que se realiza más tarde en 2008 con su disquera Emotional Syphon Recordings. Las canciones son realizadas en los Estudios Music Grinder en Hollywood, Los Ángeles, California. Actualmente solo cuentan con una canción que es Choking victim, que tiene gran similitud con el rock experimental/industrial

## Integrantes
Los miembros de la banda son integrantes de otras bandas como: 
- James “Munky” Shaffer, Korn

- Billy Gould, Faith No More

- Krolikowski, Io Echo

- Wackerman, Bad religion

## Rol de los miembros
- James Christian Shaffer – guitarra, voz, producción.

### Contribuidores
- Zac Baird – Teclado, Programación.
- Wes Borland – Trabajo Artístico
- Billy Gould – Bajo
- Tim Harkins – Producción
- Danny Lohner – Producción
- Jim Monti – Mezclas
- Leopold Ross – Programación, guitarras, producción.
- Brooks Wackerman – Batería, percusión.